# Municipio de Gilboa
El municipio de Gilboa (en inglés, Gilboa Township) es un municipio del condado de Benton, Indiana, Estados Unidos. Tiene una población estimada, a mediados de 2021, de 274 habitantes.
Abarca una zona exclusivamente rural.

## Geografía
Está ubicado en las coordenadas 40°41′35″N 87°9′14″O / 40.69306, -87.15389. Según la Oficina del Censo de los Estados Unidos, tiene una superficie total de 93.1 km², correspondientes en su totalidad a tierra firme.

## Demografía
Según el censo de 2020, en ese momento había 282 personas residiendo en la zona. La densidad de población era de 3 hab./km². El 95.7 % de los habitantes eran blancos, el 0.4 % era afroamericano, el 1.8 % eran de otras razas y el 2.1 % eran de una mezcla de razas. Del total de la población, el 3.5 % eran hispanos o latinos de cualquier raza.